# Angelo Moore
Angelo Moore, alias "Dr Madd Vibe", est un membre fondateur, et l'une des figures de proue avec Norwood Fisher du groupe Fishbone depuis 1979, dont il est le chanteur leader, il joue aussi du saxophone et est un virtuose du thérémine. Le style musical de son projet solo est une fusion avant-gardiste très cuivrée de slam, jazz, funk, hip hop, punk, reggae, ska.

## Discographie

### Fishbone
Pour un article plus général, voir Fishbone.
- 1985 : Fishbone
- 1986 : In Your Face
- 1987 : It's a Wonderful Life
- 1988 : Truth and Soul
- 1990 : Set the Booty Up Right
- 1991 : The Reality of My Surroundings
- 1993 : Give a Monkey a Brain...
- 1996 : Chim Chim's Bad Ass Revenge
- 2000 : The Psychotic Friends Nuttwerx
- 2002 : The Friendliest Psychosis of All
- 2002 : Live at Temple Bar
- 2006 : Still Stuck In Your Throat
- 2011 : Crazy Glue
- 2014 : Intrinsically Intertwined
- 2023 : Fishbone

### Albums en duo
- 1987 : The Boldness Of Style (par Thelonious Monster, saxophone dans If I)
- 1987 : The Uplift Mofo Party Plan (par Red Hot Chili Peppers, choriste dans Organic Anti-Beat Box Band)
- 1988 : Nothing's Shocking (par Jane's Addiction, saxophone dans Idiots Rule)
- 1989 : Back with a Bong (par Murphy's Law, saxophone)
- 1992 : Eyes Wide Open (par David Garza, choriste dans Virgin Mary Candle)
- 1998 : Boggy Depot (par Jerry Cantrell, saxophone dans Cut You In et 'Cold Piece)
- 2000 : Menace to Sobriety (par OMP, chant dans Better Daze et Unda, saxophone dans Unda)
- 2001 : The Crucial Conspiracy (par The Dingees, saxophone, theremin, et chant)
- 2003 : Barb4ry (par Ez3kiel, chant dans Thought)
- 2004 : White Trash Beautiful (par Everlast, theremin on Broken)
- 2006 : Big Bang (par Enneri Blaka, chant lead en duo dans White Coats et spoken word et theremin dans Blue Collars)
- 2006 : The Sweet Escape (par Gwen Stefani, saxophone dans Fluorescent)
- 2007 : Chronchitis (par Slightly Stoopid, chant dans Ever Really Wanted)
- 2011 : Shoot The Freak (par Ceux Qui Marchent Debout, chant & rap dans Gone with the wind)
- 2014 : The White Pixel Ape (Par Shaka Ponk, chant dans Gimme Guitarrrrra)